# 4764 Joneberhart
4764 Joneberhart је астероид са средњом удаљеношћу од Сунца која износи 1,931 астрономских јединица (АЈ).
Апсолутна магнитуда астероида је 13,6.